# Malcolm Barrett
Malcolm Barrett est acteur, producteur et scénariste américain, né le 22 avril 1980 à Brooklyn (New York).

## Filmographie

### Cinéma

#### Longs métrages
- 2000 : King of the Jungle (en) de Seth Zvi Rosenfeld : jeune no 2 jouant au basketball
- 2002 : Swimfan, la fille de la piscine (Swimfan) de John Polson : Jock
- 2003 : Rhythm of the Saints (it) de Sarah Rogacki : ?
- 2003 : The Forgotten (en) de Vincente Stasolla : Anderson
- 2008 : American Violet (en) de Tim Disney : Byron Hill
- 2008 : Démineurs (The Hurt Locker) de Kathryn Bigelow : le sergent Foster
- 2008 : La Copine de mon meilleur ami (My Best Friend's Girl) d'Howard Deutch : Dwalu
- 2011 : Il n'est jamais trop tard (Larry Crowne) de Tom Hanks : Dave Mack
- 2012 : Missed Connections de Martin Snyder : Jules Norris (en attente d'une date de sortie)
- 2013 : Peeples (en) de Tina Gordon Chism (en) : Chris Walker
- 2013 : Orenthal: The Musical de Jeff Rosenberg : Lawrence (en attente d'une date de sortie en France)
- 2014 : Dear White People de Justin Simien : Helmut
- 2014 : 10.0 Earthquake : Menace sur Los Angeles (10.0 Earthquake) de David Gidali : Booker
- 2015 : Fresno de Jamie Babbit : Eric
- 2016 : War on Everyone : Au-dessus des lois (War on Everyone) de John Michael McDonagh : Reggie X
- 2016 : Calico Skies de Valerio Esposito : John
- 2017 : Le Mariage de mon ex (Literally, Right Before Aaron) de Ryan Eggold : Greg
- 2020 : The Comeback Trail de George Gallo

Prochainement
- 2020 : Dylan and Zoe de Matt Sauter : Jeffrey[1] (en postproduction[1])

#### Courts métrages
- 2007 : Love Conquers Al : Al
- 2008 : The Highs and Lows of Milo Brown : Milo Brown
- 2009 : Imaginary Larry (en) : Larry
- 2010 : Mission: Rebound : Malcolm
- 2011 : Revenge of the Nerds : Verbal / Lem
- 2014 : Caught a Ghost: Get Your Life de Justin Simien : rôle inconnu
- 2014 : Man with a Movie Camera de Ameenah Kaplan : Edwin, le réalisateur
- 2014 : Ricky Robot Arms de Mark Manalo : Bob
- 2015 : Reunited de George Nienhuis : Chad
- 2016 : INFINI de Philippe Casseus
- 2016 : All In de Jonathan Slavin (en) : Boss
- 2016 : Convenience Store Diet d'Andrew Racho : le scénariste branché
- 2018 : Dinner Party d'Angel Manuel Soto : Barney
- 2018 : On Killer Robots de Lorraine Nicholson : Dawes

### Télévision

#### Téléfilms
- 2006 : Let Go de Bonnie Hunt : Sam Dubois
- 2007 : The Minister of Divine : Fred
- 2010 : Most Likely to Succeed : Oliver
- 2011 : Other People's Kids : Magnus
- 2012 : Rebounding : Russell
- 2013 : Schlub Life de Victor Nelli Jr. (en) : Tim
- 2013 : Pulling de Jason Moore : Justin
- 2014 : Mission Control de Don Scardino : Arthur

#### Séries télévisées
- 2000 : The Beat (en) : Russell Lucas (saison 1, épisode 5)
- 2001-2002 : New York, police judiciaire : Julian Zalak / Harry Johnson (saison 11, épisode 13 / saison 13, épisode 4)
- 2002 : Les Soprano : Angelo Davis (saison 4, épisode 7)
- 2003 : New York, section criminelle : Ahmal (saison 2, épisode 16)
- 2003 : Luis : T. K. (9 épisodes)
- 2004 : The Big House (en) : Martin (saison 1, épisode 3)
- 2005 : Kelsey Grammer Presents The Sketch Show : divers rôles (mini-série de 6 épisodes)
- 2005 : Philadelphia : Terrell (saison 1, épisode 1)
- 2005 : Ghost Whisperer : Dr Jules Huffman (saison 1, épisode 9)
- 2007 : Psych : Enquêteur malgré lui : Wally (saison 2, épisode 4)
- 2007 : Side Order of Life (en) : Andy Ryan (saison 1, épisodes 2 et 7)
- 2008 : Monk : Malcolm O'Dwyer (saison 7, épisode 3)
- 2009 : Floored and Lifted : Malcolm (1 épisode)
- 2009-2010 : Better Off Ted : Lem Hewitt (26 épisodes)
- 2010 : Bailey et Stark (The Good Guys) : A. C. (saison 1, épisode 19)
- 2011 : Southland : Henry Watts (saison 3, épisode 7)
- 2011 : Traffic Light : Pete (saison 1, épisodes 5 et 11)
- 2011 : Raising Hope : Lamar (saison 1, épisode 21)
- 2011 : Mentalist : officier Price (saison 4, épisode 6)
- 2013 : Walk This Way : rôle inconnu (saison 1, épisode 3)
- 2013 : The Office : le remplaçant de Stanley (saison 9, épisodes 24 / 25)
- 2013 : The Soul Man : Bird (3 épisodes)
- 2013 : L.A. Rangers : Perry (pilote non retenu pour le développement d'une série[1])
- 2014 : Garfunkel and Oates : Daniel (saison 1, épisode 1)
- 2015 : Kroll Show : Gigolo (2 épisodes)
- 2015 : Nerd Court : le juge Malcolm (6 épisodes)
- 2015 : Key and Peele : le passager harcelé (saison 5, épisode 1)
- 2015 : Keith Broke His Leg : ? (projet de série non retenu[1])
- 2015 : Truth Be Told : Hudson (2 épisodes)
- 2016 : Now We're Talking : Andre Blendaine (série non diffusée[1])
- 2016-2018 : Timeless : Rufus Carlin (27 épisodes)
- 2017 : Dropping the Soap : Josh (2 épisodes)
- 2017 : Dimension 404 (en) : Chris (saison 1, épisode 5)
- 2017-2018 : Preacher : F. J. Hoover (18 épisodes)
- 2019 : Weird City : Chonathon (saison 1, épisode 5)
- 2019 : Santa Clarita Diet : Morgan (saison 3, épisode 6)
- 2019 : The Boys : Seth Reed (3 épisodes)
- 2020 : Genius : Ted White (10 épisodes prévus[1])
- 2020 : Our House : Shawn (saison 1, épisode 1 - en attente d'une date de diffusion[1])
- 2021 : De l'autre côté (Just Beyond)

#### Séries d'animation
- 2012 : Zombie Murder Explosion Die! : Jack (voix originale, 2 épisodes)
- 2016 : Gentlemen Lobsters : Kelsey (voix originale, 2 épisodes)

## Voix francophones
En France, Jean-Baptiste Anoumon est la voix française la plus régulière de Malcolm Barrett.
En France
| - Jean-Baptiste Anoumon dans : - Southland (série télévisée) - Raising Hope (série télévisée) - Il n'est jamais trop tard - Mentalist (série télévisée) - War on Everyone : Au-dessus des lois - Santa Clarita Diet (série télévisée) - La Folle Histoire du monde 2 (mini-série) | et aussi - Éric Aubrahn dans Les Soprano (série télévisée) - Paolo Domingo dans New York, police judiciaire (série télévisée) - Jérôme Berthoud dans New York, section criminelle (série télévisée) - Olivier Cordina dans Kelsey Grammer Presents The Sketch Show (mini-série) - Antoine Tomé dans Philadelphia (série télévisée) - Lucien Jean-Baptiste dans Ghost Whisperer (série télévisée) - Jean-Paul Pitolin dans Psych : Enquêteur malgré lui (série télévisée) - Frantz Confiac dans Monk (série télévisée) - Cédric Dumond dans Better Off Ted (série télévisée) - Thierry Desroses dans Dear White People - Namakan Koné dans Timeless (série télévisée) - Raphaël Cohen dans Preacher (série télévisée) - Jérémie Bédrune dans The Boys (série télévisée) - Diouc Koma dans Genius (série télévisée) - Mohad Sanou dans De l'autre côté (série télévisée) |